# Attagenus taeniatus
Attagenus taeniatus là một loài bọ cánh cứng trong họ Dermestidae. Loài này được Dejean miêu tả khoa học năm 1837.